# Salamandrininae
Sous-famille
Les Salamandrininae sont une sous-famille d'urodèles de la famille des Salamandridae.

## Répartition
Les espèces du genre actuel sont endémiques d'Italie.

## Liste des genres
Selon Amphibian Species of the World (12 mars 2014) :
- Salamandrina Fitzinger, 1826

et le genre fossile :
- Archaeotriton Meyer, 1860

## Publication originale
- Fitzinger, 1843 : Systema Reptilium, fasciculus primus, Amblyglossae. Braumüller et Seidel, Wien, p. 1-106. (texte intégral).